# Ramularia caduca
Ramularia caduca är en svampart som först beskrevs av W. Voss, och fick sitt nu gällande namn av U. Braun 1992. Ramularia caduca ingår i släktet Ramularia och familjen Mycosphaerellaceae.   Inga underarter finns listade i Catalogue of Life.